# Saint-Sorlin-en-Valloire
Saint-Sorlin-en-Valloire is een gemeente in het Franse departement Drôme (regio Auvergne-Rhône-Alpes). De plaats maakt deel uit van het arrondissement Valence. Saint-Sorlin-en-Valloire telde op 1 januari 2022 2.237 inwoners.

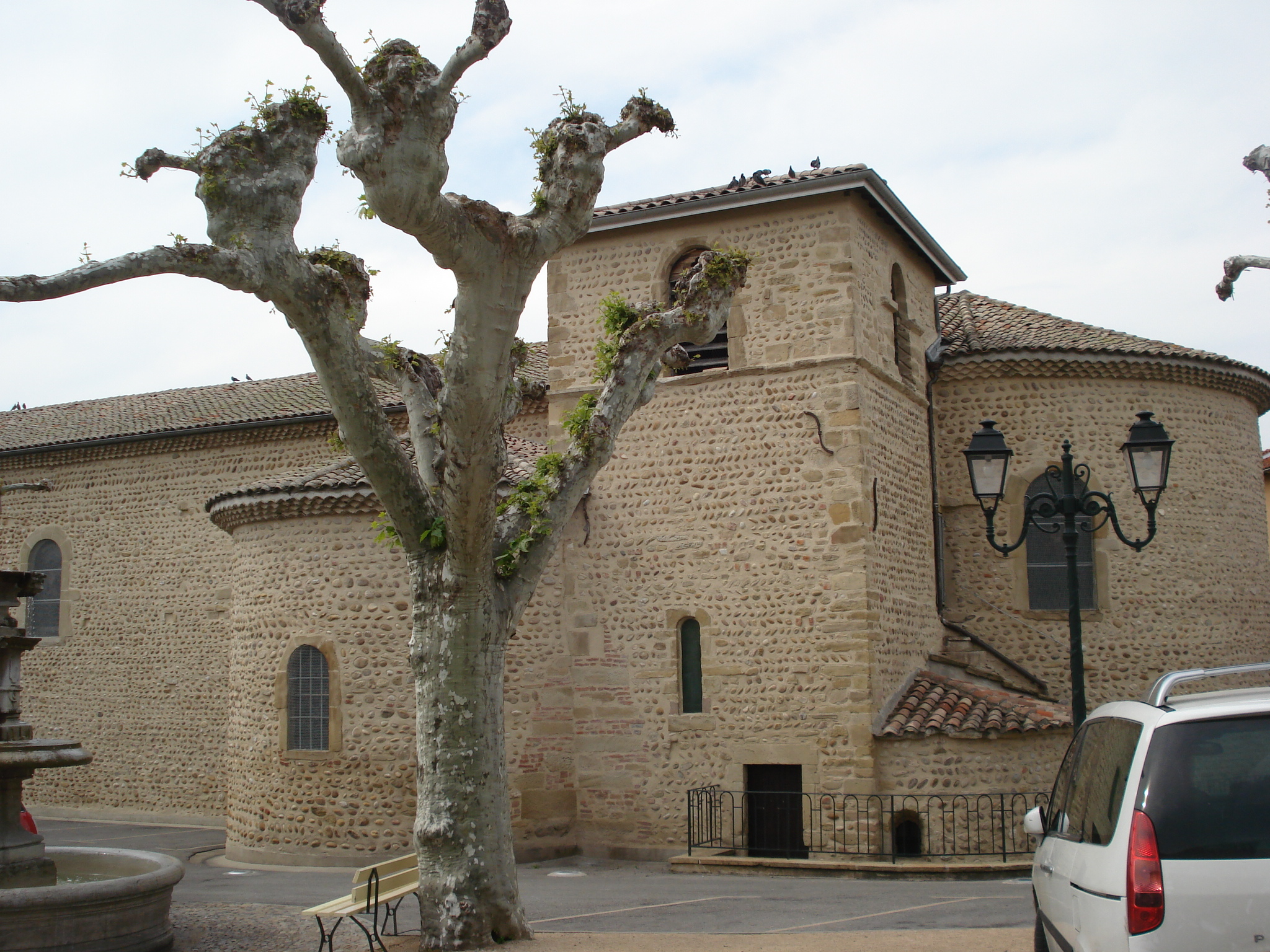
Kerk van Saint-Sorlin
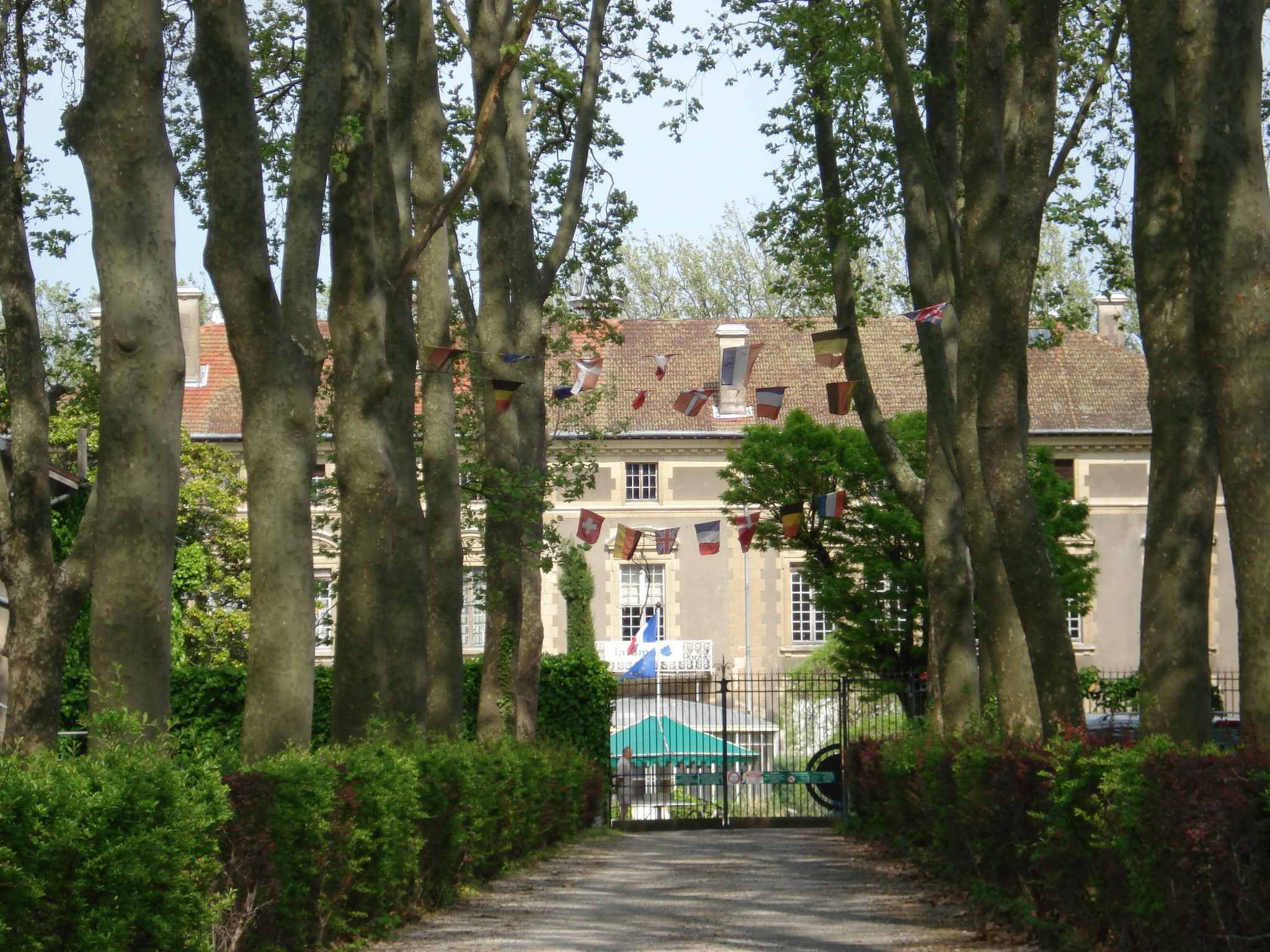
Château de la Pérouze

## Geografie
De oppervlakte van Saint-Sorlin-en-Valloire bedraagt 26,5 vierkante kilometer; de bevolkingsdichtheid is 85 inwoners per km² (per 1 januari 2019).

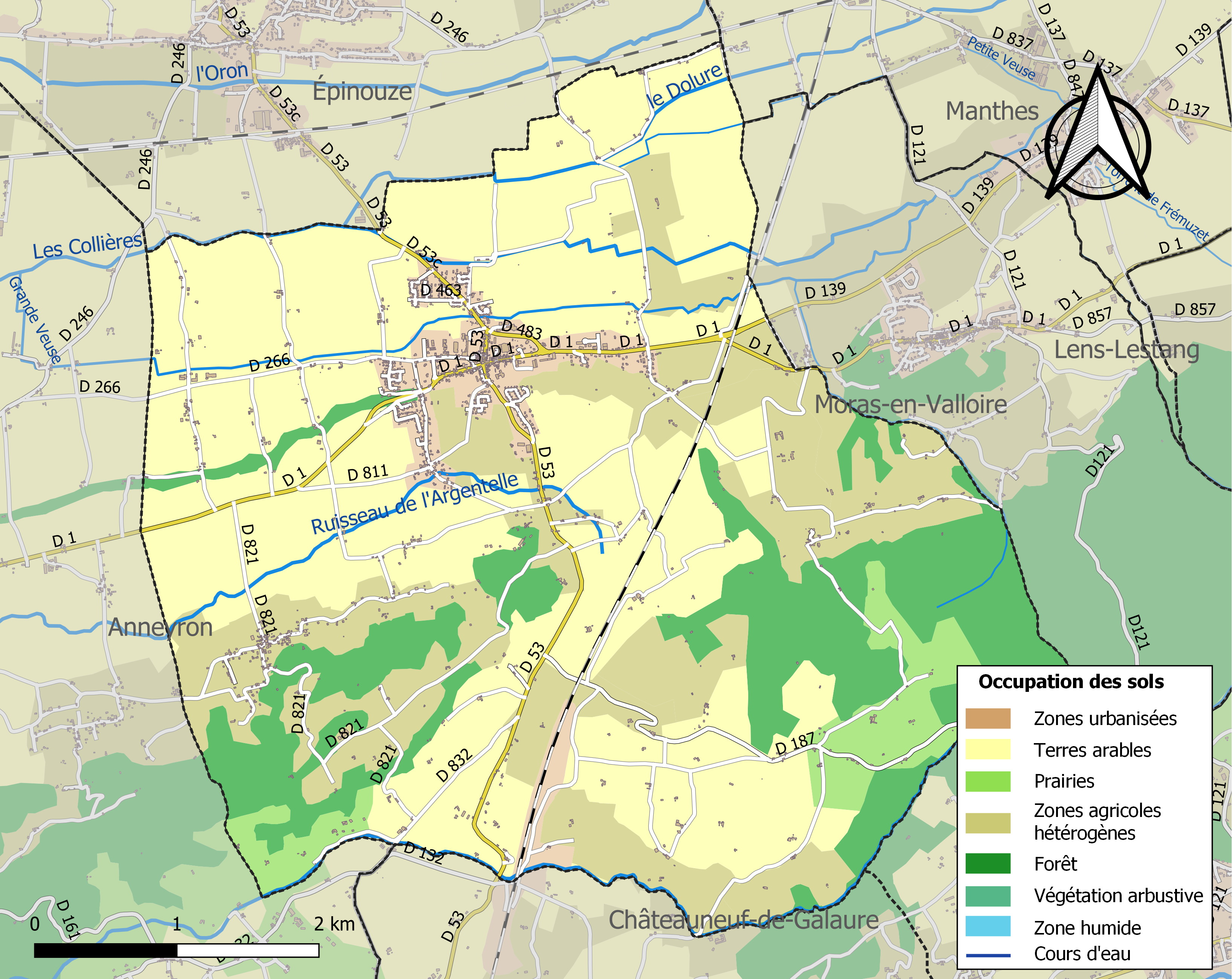
Kaart van de gemeente met belangrijkste infrastructuur, bodemgebruik en omliggende gemeenten

## Demografie
Onderstaande figuur toont het verloop van het inwonertal (bron: INSEE-tellingen).